# Bury Your Dead (groupe)
Pour les articles homonymes, voir Bury Your Dead.
Bury Your Dead est un groupe américain de metalcore, originaire de Boston, dans le Massachusetts. En 2023, le groupe compte huit albums : un EP (Bury Your Dead), un DVD live (Alive) et six albums studio (You Had Me at Hello, Cover Your Tracks, Beauty and the Breakdown, Bury Your Dead, It's Nothing Personal et Mosh N' Roll).

## Histoire

### Débuts (2005–2008)
Le 24 juillet 2005, l'acteur/rappeur Will Smith et sa femme Jada Pinkett Smith, qui dirige Wicked Wisdom, ont rappé/jammé avec Bury Your Dead pendant la dernière chanson du groupe lors du Ozzfest 2005 au Nissan Pavilion de Bristow, Virginie.
En janvier 2007, après une tournée avec Killswitch Engage et Hatebreed, le chanteur Mat Bruso quitte le groupe pour se consacrer à « des choses plus importantes comme retourner à l'école pour devenir enseignant. »
En mars 2007, Michael Crafter, ancien chanteur de I Killed the Prom Queen et de Carpathian, reprend brièvement les fonctions vocales pour le Don't Call It A Comeback Tour. En mai 2007, il quitte le groupe au milieu de la tournée et retourne en Australie, évoquant le mal du pays. Crafter révèle plus tard que le « chaos » et l'environnement « psycho » qui entouraient le groupe ont contribué à son départ. Il déclare qu'il y avait « trop de bagarres tous les soirs » lors des concerts du groupe, et que les membres du groupe se battaient aussi régulièrement, y compris entre eux.
Le groupe annonce rapidement l'arrivée de Terry comme chanteur permanent de Bury Your Dead. Le groupe part en tournée avec Nonpoint, Machine Head, et Hellyeah sur le More Balls, More Volume, More Strength Tour. Après un concert du 16 février 2008, le guitariste Eric Ellis est attaqué et frappé par six membres d'un gang à Milwaukee, dans le Wisconsin. Ellis reçoit 19 points de suture à la tête et la tournée de Bury Your Dead est reportée.
Ellis quitte ensuite le groupe pour « des raisons médicales et divergences ». Plus tard, en 2012, il est condamné à 20 ans de prison fédérale pour son implication dans un gang de Jacksonville responsable de nombreux crimes. En 2013, il sort un album solo. Chris Towning, qui le remplaçait depuis plusieurs mois, est annoncé comme son remplaçant.
Le 24 septembre 2008, Bury Your Dead est impliqué dans un accident de camionnette à Ottawa, Ontario, au Canada. Le bassiste Aaron Patrick conduisait le véhicule, qui a fait plusieurs tonneaux avant de finir dans un fossé. Le guitariste Brendan MacDonald aurait subi une intervention chirurgicale pour réparer des lacérations à la jambe, tandis que Patrick souffrait d'une fracture du bras et que le chanteur Myke Terry s'est cassé la main. La police a par la suite accusé Patrick de « ne pas avoir conduit dans une voie marquée. »

### Mosh and Rollet autres albums (depuis 2011)
Le 17 janvier 2011, il est annoncé que Myke Terry quittait le groupe pour poursuivre une carrière solo, alors que l'ancien chanteur Mat Bruso rejoint le groupe. Dans une récente interview, Terry a semblé indiquer que son départ du groupe n'était pas nécessairement un choix, déclarant que « Je n'ai jamais pensé que quelqu'un qui n'avait pas transpiré, saigné ou pleuré avec nous aurait le pouvoir de dicter le fonctionnement interne de notre groupe. »
Au début de 2013, il est annoncé que le guitariste Chris Towning rejoint officiellement DevilDriver en tant que bassiste permanent. Aucune indication n'a été donnée quant à son association actuelle ou future avec Bury Your Dead,.
En janvier 2016, Bury Your Dead annonce qu'ils donneront des concerts en 2016, avec Aaron Patrick et Mark Castillo qui réintègrent le groupe.
Le 22 mars 2019, Bury Your Dead sort un nouveau single intitulé, Collateral, accompagné de l'annonce de la signature avec un nouveau label, Stay Sick Recordings. Le 11 octobre 2019, Bury Your Dead sort un nouvel EP intitulé We Are Bury Your Dead. L'album comporte 5 titres nommés d'après des films de Tom Cruise.

## Discographie
- 2002 : Bury Your Dead (EP)
- 2003 : You Had Me at Hello (Eulogy Recordings)
- 2004 : Cover Your Tracks (Victory Records)
- 2005 : Alive (DVD)
- 2006 : Beauty and the Breakdown (Victory Records)
- 2008 : Bury Your Dead (Victory Records)
- 2009 : It's Nothing Personal
- 2011 : Mosh´N´Roll (Mediaskare Records)